# Mark Feltham

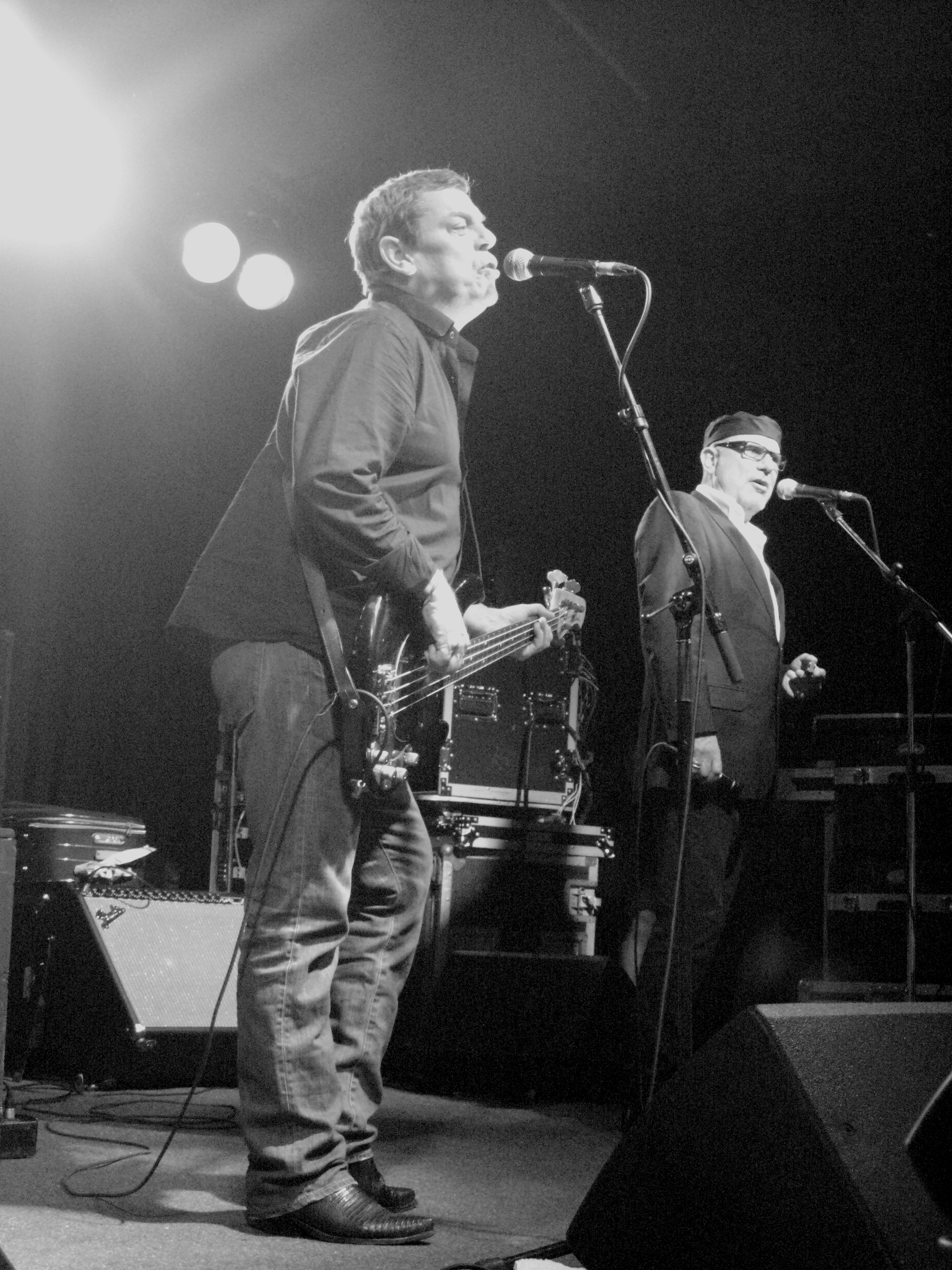
Mark Feltham(rechts)

Mark Feltham (* 20. Oktober 1955 in Bermondsey, Southwark, London) ist ein englischer Mundharmonikaspieler. Bekannt wurde er durch seine langjährige Arbeit mit der Bluesrockgruppe Nine Below Zero und als Sessionmusiker.
2016 erhielt er einen British Blues Award als „Harmonica Player of the Year“.

## Mit Nine Below Zero
- 1980 Live at the Marquee
- 1982 Third Degree
- 1989 Live at the Venue
- 1997 Live in London
- 2000 Refrigerator
- 2000 Give Me No Lip Child
- 2002 Chilled
- 2005 Hat's Off
- 2008 Both Sides of Nine Below Zero
- 2009 It's Never Too Late!

## Gastmusiker auf....(Auswahl)
- 1983  Alarm  The Alarm
- 1984  Box of Frogs Box of Frogs
- 1985  Rock Me Mick Clarke
- 1985  Secret of Association Paul Young
- 1985  Under a Raging Moon Roger Daltrey
- 1986  Colour of SpringTalk Talk
- 1986  Ghost of Cain New Model Army
- 1988  Defender Rory Gallagher
- 1988  Fresh Evidence Rory Gallagher
- 1988  Spirit of Eden Talk Talk
- 1989  Jump The Truth
- 1989  Mind Bomb The The
- 1989  Snakes 'N' Ladders Nazareth
- 1990  Once Roy Harper
- 1991  Laughing Stock – Talk Talk
- 1992  Etched in Blue Rory Gallagher
- 1992  Sense The Lightning Seeds
- 1993  Solitude The The
- 1994  Live in Cork Rory Gallagher
- 1995  Blue Day for the Blues Rory Gallagher
- 1995  Happy Days Catherine Wheel
- 1995  Herd of Instinct 'O'Rang
- 1995  Londonbeat Londonbeat
- 1995  Medusa Annie Lennox
- 1995  Wonderwall Oasis
- 1996  Box of Frogs/Strangeland Box of Frogs
- 1997  Across from Midnight Joe Cocker
- 1997  Be Here Now Oasis
- 1997  Beautiful World Paul Carrack
- 1997  LegendP.J. Proby
- 1997  Life Thru a Lens Robbie Williams
- 1997  Off the Beaten Track Talbot & White
- 1998  Mighty Trevor Jones
- 1998  Turn Unstoned? Roger Chapman
- 1999  London 1986 Talk Talk
- 2000  Eight New Model Army
- 2000  Emotional Bends Robbie McIntosh
- 2000  Sing When You're Winning Robbie Williams
- 2000  Standing on the Shoulder of Giants Oasis
- 2000  This Time It's Personal Michael Ball
- 2001  Eponymous: 1981-1983 The Alarm
- 2001  Mechanical Wonder Ocean Colour Scene
- 2001  Missing Pieces Talk Talk
- 2001  Sky Turn Blue Chris Shields
- 2001  Songs for the Front Row: The Very Best of Ocean Colour Scene
- 2001  Wide Screen Robbie McIntosh
- 2002  Atlantique Atlantique
- 2002  Legends of Harmonica Various Artists
- 2002  London Town 1983-1993 The The
- 2002  Out of Season Beth Gibbons & Rustin Man
- 2003  Anthology [2CD] Ocean Colour Scene
- 2003  Fleshwounds Skin
- 2003  Friday's Child Will Young
- 2003  Great Expectations: The Singles Collection New Model Army
- 2003  Meeting with the G-Man+ Rory Gallagher
- 2003  Navigating by the Stars Justin Sullivan
- 2003  Wheels Within Wheels Rory Gallagher
- 2004  45 RPM: The Singles of The The
- 2005  Big Guns: The Very Best of Rory Gallagher Rory Gallagher
- 2005  Let's Go to Work [Box Set] Rory Gallagher
- 2005  Zu & Co. Zucchero
- 2006  Keep On Will Young
- 2006  Oh! Gravity. Switchfoot
- 2006  Original 20 New Model Army
- 2006  Switch It On, Pt. 1 Will Young
- 2006  Switch It On, Pt. 2 Will Young
- 2006  Universal Cry Nasio
- 2007  Close as You Get Gary Moore
- 2007  Human Spirit Gary Fletcher
- 2007  Live 161203 New Model Army
- 2007  Rory Gallagher/Fresh Evidence Rory Gallagher
- 2008  Lessons to Be Learned Gabriella Cilmi
- 2009  Johnny Cash RemixedJohnny Cash
- 2009  Medusa/Live in Central Park Annie Lennox
- 2017  To the bone / Steven Wilson